# 카플레이
카플레이(CarPlay)는 자동차 라디오나 헤드 유닛이 디스플레이, 아이폰용 컨트롤러 역할을 할 수 있도록 하는 애플의 표준이다. 최소 iOS 7.1의 모든 아이폰 5 이후 모델에서 사용할 수 있다.
전 세계 대부분의 차량 제조업체들은 시간이 지남에 따라 카플레이를 인포테인먼트(교육 오락) 시스템으로 연동할 것이라 언급하였다. 카플레이는 또한 애프터마켓 차량 오디오 하드웨어를 갖춘 대부분의 차량에 새로 장착할 수 있다.
애플의 웹사이트에 따르면 모든 주요 차량 제조업체들은 카플레이어와 파트너십을 맺고 있다.

## 소프트웨어
카플레이는 전화, 음악 애플 지도, iMessage, iBooks, 팟캐스트, 그리고 iHeartRadio, Radioplayer, Spotify, CBS Radio, Rdio, Overcast, Pocket Casts, Google Play Music, Clammr, NPR One, Audiobooks.com, Audible 등의 타사 앱들에 대한 접근을 제공한다. 개발자들은 카플레이 지원 앱을 개발할 자격을 받으려면 애플에 신청해야 한다

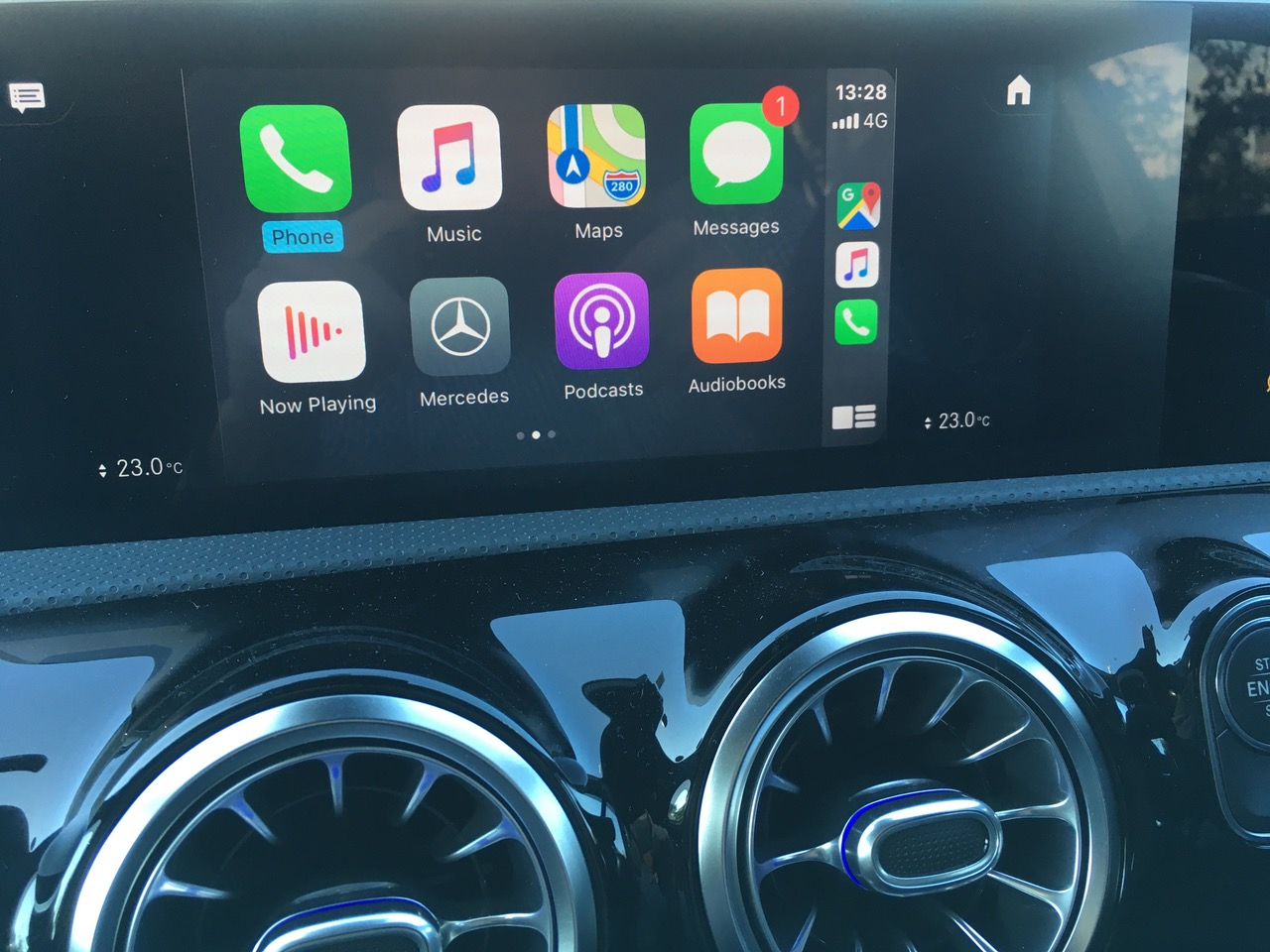

## 제조업체
카플레이를 갖춘 차량은 대부분의 주요 브랜드에서 이용이 가능하다. 카플레이 모델이 없는 제조업체로는 인피니티, Koenigsegg, Lada가 포함된다.
애프터마켓 헤드 유닛은 알파인, Clarion, 켄우드, 파이오니어, 소니, JVC를 통해 구매할 수 있다.